# Hala Izerska

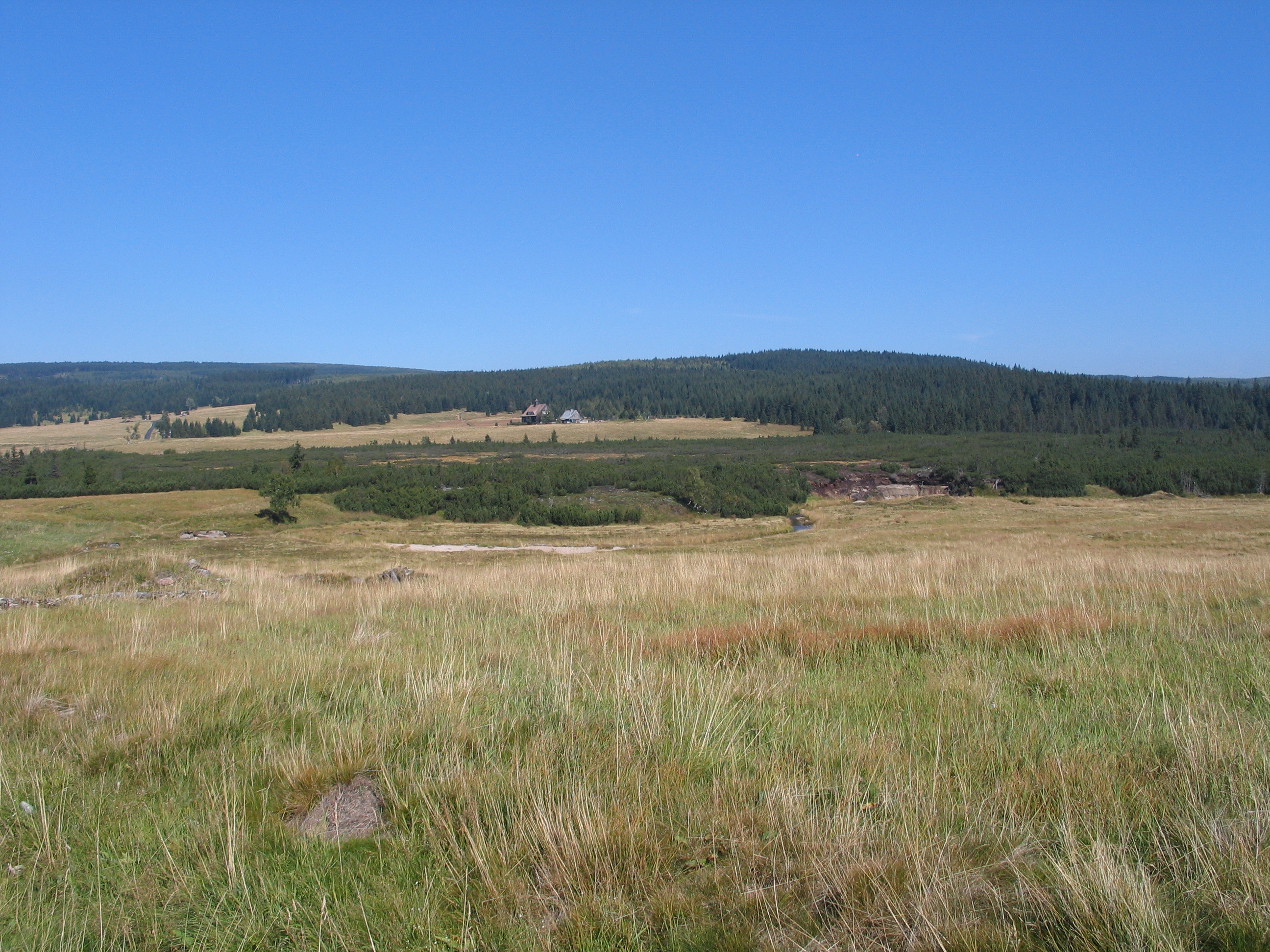
Hala Izerska, w oddali schronisko

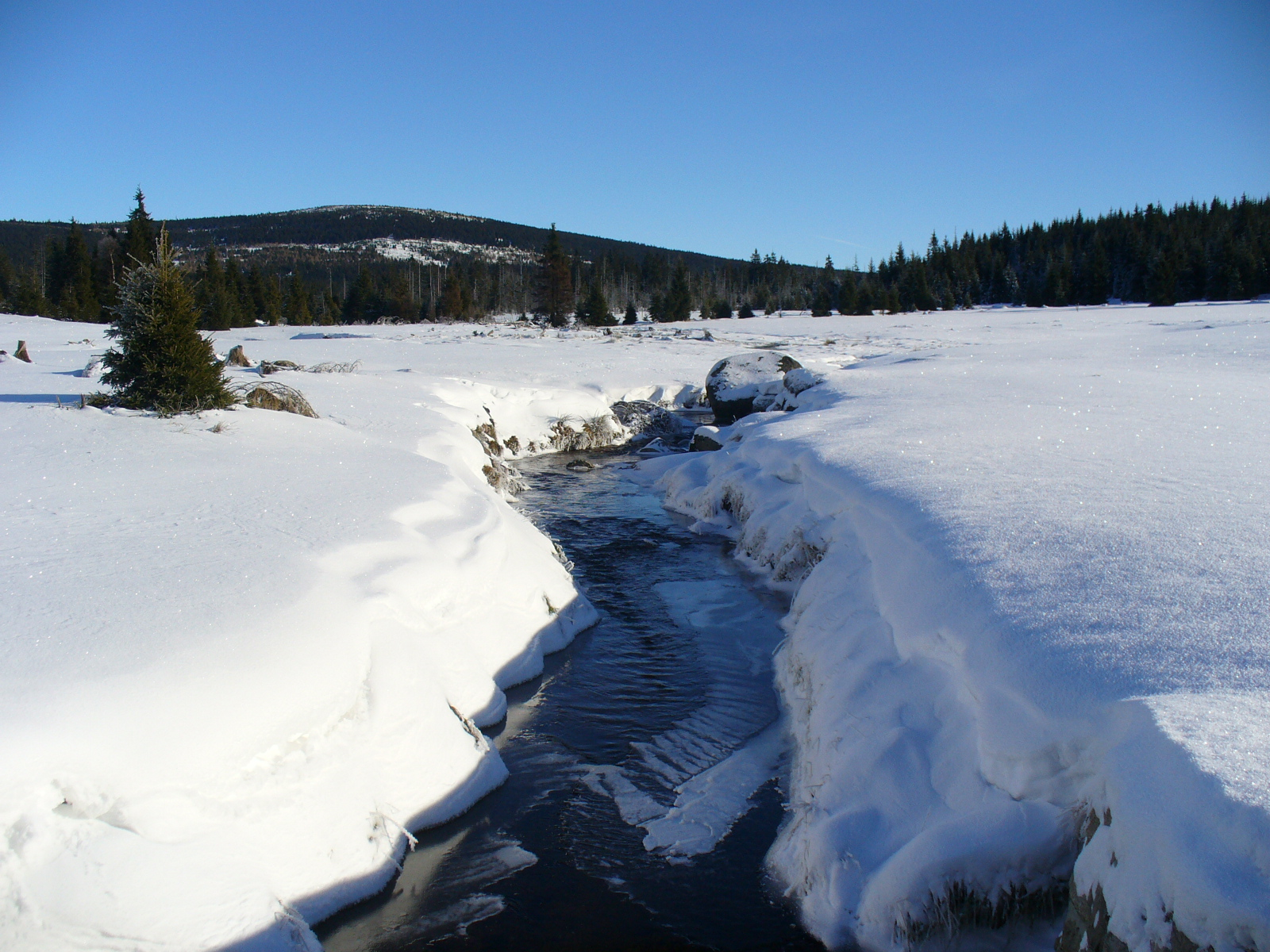
Hala Izerska zimą – polski biegun zimna

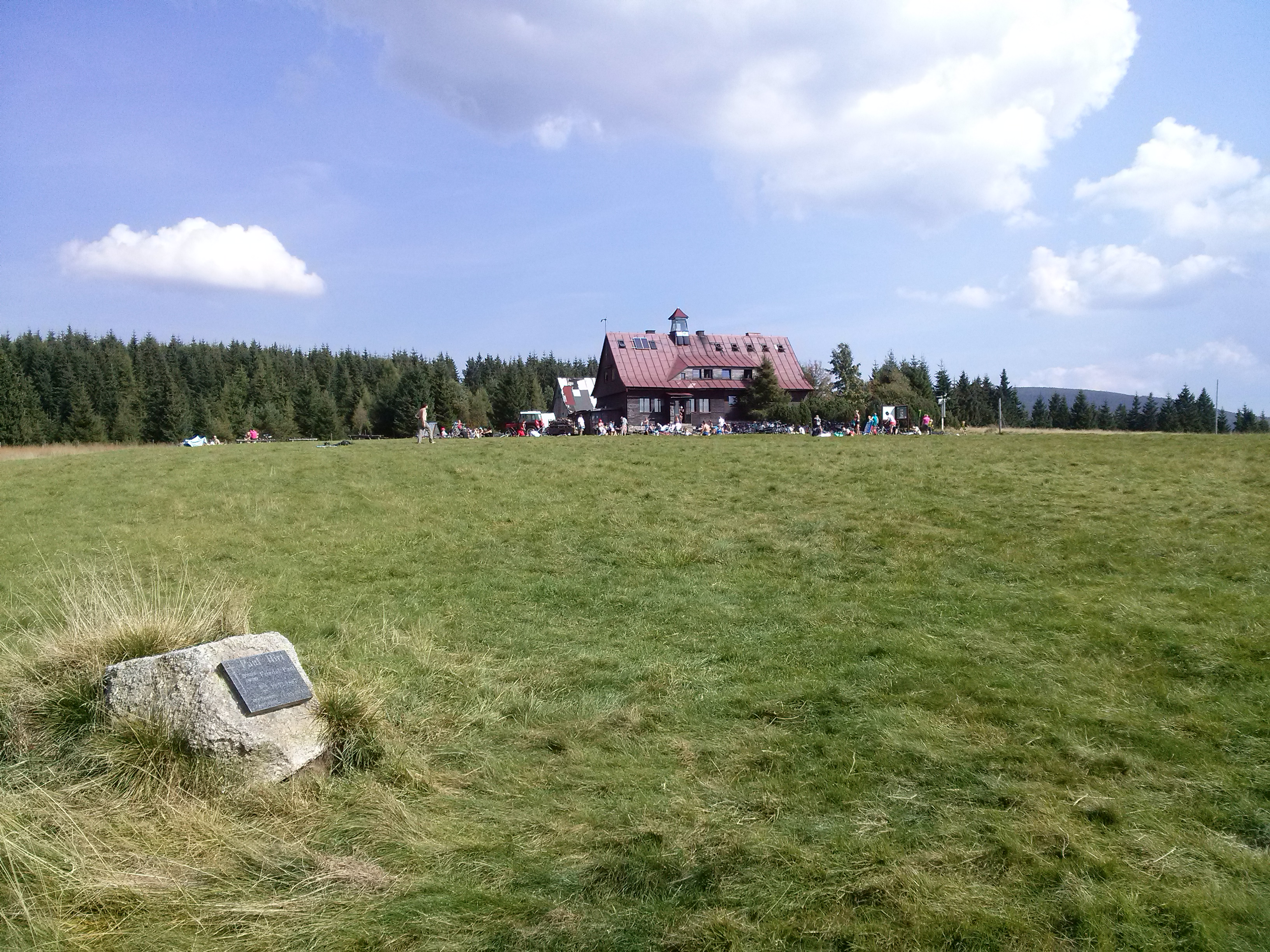
Grób Paula Hirta i Chatka Górzystów

Hala Izerska (Izerska Łąka, niem. Grosse Iserwiese, cz. Velká Jizerská louka) – górska łąka położona na wysokości 840–880 m n.p.m. w dolinie Izery w Górach Izerskich w Sudetach.
Obszar ten jest nazwany Halą Izerską m.in. w państwowym rejestrze nazw geograficznych. Wprowadzenie tej nazwy przypisuje się Tadeuszowi Steciowi (lata 50. XX wieku), mimo że tradycja językowa preferuje w Sudetach nazwę „łąka” zamiast „hala”.

## Klimat
Warunki klimatyczne panujące na Hali izerskiej są zbliżone do położonego o 600 m wyżej subalpejskiego piętra Karkonoszy, co spowodowane jest napływem chłodnego i wilgotnego powietrza atlantyckiego. Latem notowane bywają na niej ujemne temperatury powietrza: −5,5 °C (20 lipca 1996), −1,7 °C (14 sierpnia 2012). 29 grudnia 1996 zanotowano −36,6 °C, a 3 lutego 2012 −36 °C. W każdym miesiącu notuje się temperatury ujemne, a śnieg zalega do maja. Ze względu na najniższe średnie temperatury roczne Hala Izerska uważana jest za polski biegun zimna (konkurując z Puścizną Rękowiańską). Rekordowo niskie temperatury na Hali Izerskiej są efektem nocnej inwersji temperatury, powstającej, kiedy ze zboczy gór schodzi chłodne powietrze w kierunku szczelnej kotliny. Roczna suma opadów wynosi 1500 mm, w przybliżeniu tyle, ile w Karkonoszach i Tatrach.

## Przyroda
Na Hali Izerskiej rosną charakterystyczne dla torfowisk okazy bażyny czarnej, turzycy skąpokwiatowej i bagiennej, wełnianki pochwowatej i wąskolistnej czy rosiczki okrągłolistnej. Znajduje się tam najniższe stanowisko kosodrzewiny, jedno z dwóch pozakarkonoskich w Sudetach. Część powierzchni łąki obejmuje rezerwat przyrody Torfowiska Doliny Izery, wchodząc w skład obszaru Ramsar o tej samej nazwie pod numerem 2319.

## Turystyka
Schronisko Chatka Górzystów jest jedynym obiektem ocalałym ze zniszczonej w latach 50. XX wieku wioski Gross-Iser. Prowadzą do niego wygodne, utwardzone drogi rowerowe i piesze, m.in. ze Świeradowa-Zdroju oraz piesze szlaki turystyczne i narciarskie.

### Szlaki turystyczne
Przez Halę przebiegają następujące szlaki:
- do Jakuszyc
- ze Stogu Izerskiego na Rozdroże Izerskie
- z Polany Izerskiej do Szklarskiej Poręby.